# الكرسي (إسلام)
الكرسي عند المسلمين، ذُكر في القرآن في آية الكرسي، وهي: (حسب الأحاديث النبوية)؛ أعظم آية نزلت في القرآن: ﴿اللَّهُ لَا إِلَهَ إِلَّا هُوَ الْحَيُّ الْقَيُّومُ لَا تَأْخُذُهُ سِنَةٌ وَلَا نَوْمٌ لَهُ مَا فِي السَّمَاوَاتِ وَمَا فِي الْأَرْضِ مَنْ ذَا الَّذِي يَشْفَعُ عِنْدَهُ إِلَّا بِإِذْنِهِ يَعْلَمُ مَا بَيْنَ أَيْدِيهِمْ وَمَا خَلْفَهُمْ وَلَا يُحِيطُونَ بِشَيْءٍ مِنْ عِلْمِهِ إِلَّا بِمَا شَاءَ وَسِعَ كُرْسِيُّهُ السَّمَاوَاتِ وَالْأَرْضَ وَلَا يَئُودُهُ حِفْظُهُمَا وَهُوَ الْعَلِيُّ الْعَظِيمُ ۝٢٥٥﴾ [البقرة:255].

## صفاته
- أن السماوات السبع كمثل حلقة في صحراء بالنسبة للكرسي، وكذلك الكرسي كمثل حلقة في صحراء بالنسبة للعرش، فعن أبو ذر الغفاري قَالَ: «قلتُ للنبي محمد: يا رسولَ اللهِ أيما أنزلَ عليكَ أعظمُ، قال: آيةُ الكرسي، ثم قال: يا أبا ذرّ ما السمواتُ السبعُ مع الكرسِي إلا كحلَقةٍ ملقاةٍ بأرضِ فلاةٍ، وفضلُ العرشِ على الكرسِي كفضلِ الفلاةِ على الحلقةِ».[1]
- وأن الكرسي هو موضع القدمين، فعن ابن عباس قال: «الكرسيُّ موضعُ القدميْنِ، والعرشُ لا يَقْدِرُ أحدٌ قدْرَه».[2]
- وأن بين الكرسي والماء الذي عليه العرش خمسمائة عام، فعن عبد الله بن مسعود قالَ: «ما بينَ السماءِ القصوى والدنيا خَمسمائةِ عامٍ وبينَ الْكرسيِّ والماءِ كذلك والعرشُ فوقَ الماءِ واللَّهُ فوقَ العرشِ لا يخفى عليْهِ شيءٌ من أعمالِكُم».[3]

## أقوال العلماء
- قال ابن أبي زمنين: "ومِن قَولِ أهلِ السُّنَّةِ: أنَّ الكُرسيَّ بين يَدَيِ العَرشِ، وأنَّه مَوضِعُ القَدَمينِ".
- قال أبو عبيد القاسم بن سلام: "هذه الأحاديث التي يقول فيها : ضحك ربنا من قنوط عباده وقرْب غِيَره، وأن جهنم لا تمتلئ حتى يضع ربك قدمه فيها ، والكرسي موضع القدمين، وهذه الأحاديث في الرواية هي عندنا حق، حملها الثقات بعضهم عن بعض، غير أنا إذا سئلنا عن تفسيرها لا نفسرها وما أدركنا أحدا يفسرها.".[4]
- وقال الذهبي في مختصر العلو: قال يحيى بن معين: شهدت زكريا بن عدي سأل وكيعاً فقال: يا أبا سفيان، هذه الأحاديث مثل حديث الكرسي موضع القدمين، ونحو هذا؟ فقال: كان إسماعيل بن أبي خالد والثوري ومسعر يروون هذه الأحاديث، لا يفسرون منها شيئا، قال: رواه المصنف بإسناده عن يحيى، وهو صحيح، والمراد بقوله: لا يفسرون منها شيئا: لا يتأولونها ولا يخرجون معناها عن ظاهرها.[5]
- قال ابن القيم في نونيته:[5]

## آية الكرسي
هي أعظم آية في كتاب الله وسميت بذلك لذكر كرسي الرحمن فيها.
| الكرسي (إسلام) | قال النبي محمد ﷺ مخاطبا الصحابي أُبي بن كعب: "يا أبا المنذر! أتدري أي آية من كتاب الله معك أعظم؟ قال قلت: الله ورسوله أعلم. قال: يا أبا المنذر! أتدري أي آية من كتاب الله معك أعظم؟ قال: قلت: الله لا إله إلا هو الحي القيوم. قال: فضرب في صدري وقال: والله! ليهنك العلم أبا المنذر". | الكرسي (إسلام) |

قيل: الكرسي هو علم الله. والكرسي هو موضع القدمين، كما جاء في الأحاديث النبوية عن ابن عباس، قال: سئل النبي ﷺ عن قول الله ﴿وَسِعَ كُرۡسِيُّهُ ٱلسَّمَـٰوَ ٰتِ وَٱلۡأَرۡضَۖ﴾، قال «كرسيه موضع القدمين، والعرش لا يقدر قدره إلا الله». والكرسي هو مخلوق عظيم من مخلوقات الله، ومن عِظمه يسع السماوات السبع والأرضون، والعرش أعظم من الكرسي، عن أبي ذر الغفاري، أنه سأل النبي ﷺ عن الكرسي، فقال رسول الله ﷺ: «والذي نفسي بيده ما السموات السبع والأرضون السبع عند الكرسي، إلا كحلقة ملقاة بأرض فلاة، وإن فضل العرش على الكرسي كفضل الغلاة على تلك الحلقة». وقيل الكرسي هو العرش، قال ابن كثير: والصحيح أن الكرسي غير العرش، والعرش أكبر منه، كما دلت على ذلك الآثار والأخبار.

### معلومات المراجع
- ابن كثير الدمشقي (1998)، تفسير القرآن العظيم: تفسير ابن كثير، تحقيق: محمد حسين شمس الدين (ط. 1)، بيروت: دار الكتب العلمية، OCLC:914363003، QID:Q115701544